# 仏教タイムス
『仏教タイムス』（ぶっきょうタイムス）は、東京都新宿区市谷田町に本社を置く仏教タイムス社が発行する宗教専門紙。

## 概要
一宗一派にとらわれず、全仏教界の出来事を専門に扱うブランケット判新聞。伝統仏教だけでなく、立正佼成会、真如苑、霊友会、妙智會など仏教系新宗教も取り上げる。稀に神道やキリスト教なども記事になる。但し、創価学会に対しては徹底的に批判的な立場を取っている。現在の編集長は工藤信人。毎週木曜日発行。通常は4ページから6ページだが、特集・時期（年末年始など）によりそれ以上になることもある。発行部数は2万部。社説は存在しない。
『中外日報』、『文化時報』と並ぶ、仏教界3大紙とされる。

## 沿革
1946年7月25日に浄土真宗本願寺派僧侶の常光浩然により広島で創刊される。1952年に築地本願寺で開催された第2回世界仏教徒会議の機関紙の役割を果たし、間接的に全日本仏教会創立の一助となった。以後、仏教タイムス社社長には沼田惠範、中山理々、佐藤密雄、来馬規雄など仏教界の重鎮が次々に就任している。
創刊当初は旬刊だったが、1995年より週刊となった。

## 事業所
- 本社 - 東京都新宿区市谷田町2-7東ビル6階
- 京都支局 - 京都市下京区新町通五条下ル蛭子町106ベルヴィ五条303号